# Луковая журчалка
Лу́ковая журча́лка, или ма́лая нарци́ссовая му́ха (лат. Eumerus strigatus) — вид мух-журчалок из подсемейства Eristalinae. Широко распространён в Палеарктике. Был завезён в Северную Америку, Австралию и Новую Зеландию. Известен как вредитель репчатого лука и других луковичных растений. Самостоятельно проникать в луковицу не может, а повреждает растения, которые были поражены другими вредителями или механически повреждены. В течение года развивается два поколения. Зимуют на стадии личинки.

## Описание

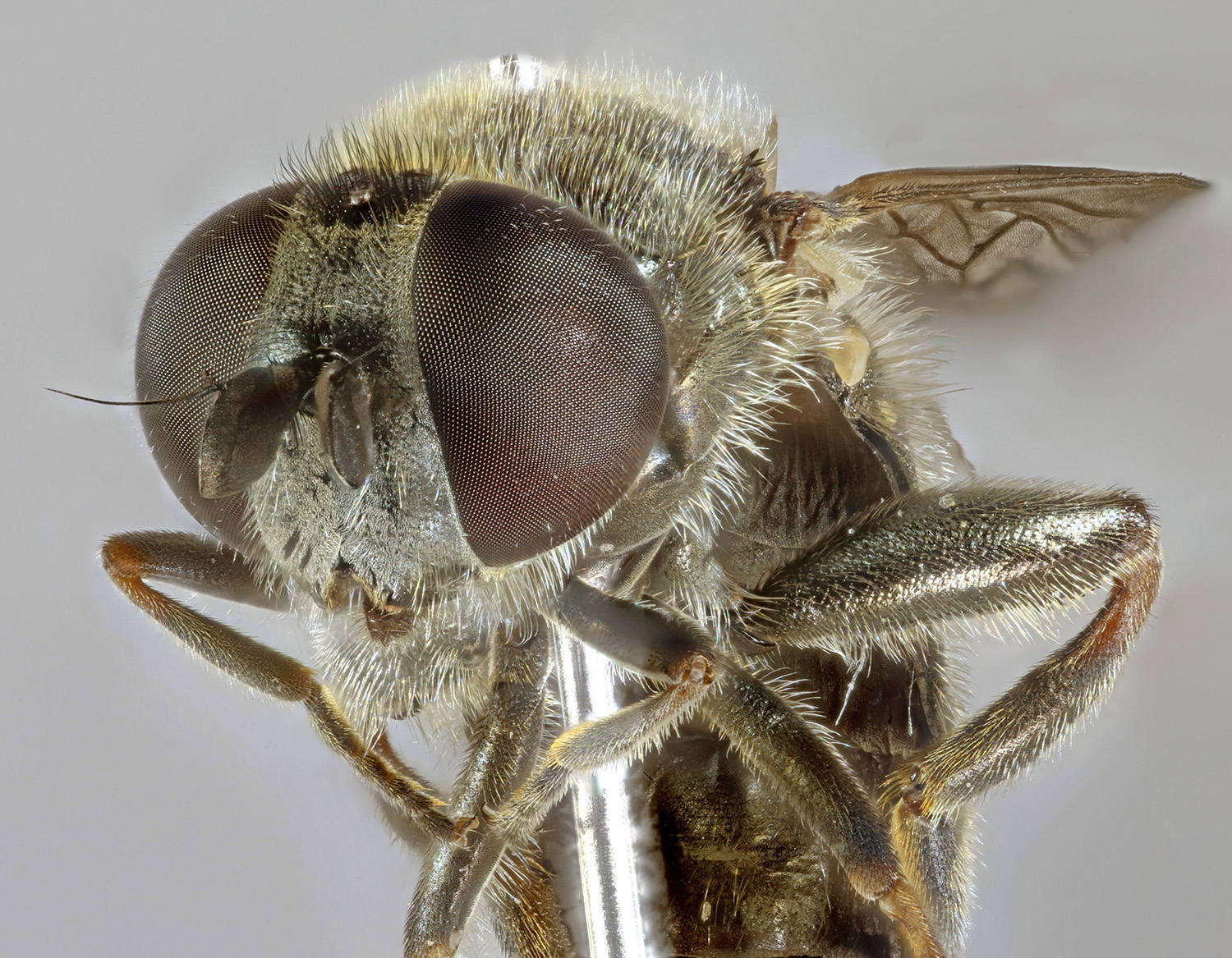
Самка

Мухи бронзового или металлически-зелёного цвета длиной 6—8 мм. Самки крупнее самцов. Глаза у самцов соприкасаются и покрыты короткими редко стоящими волосками, у самок — разделены лбом и почти голые. Лицо и лоб в светлых волосках и белом налёте. Усики чёрные или бурые. Теменной треугольник широкий, металлически-блестящий. Простые глазки образуют равносторонний треугольник. На среднеспинке имеются две продольные полосы, не доходящие до щитка. Крылья прозрачные. Голени в основной трети жёлтые, остальные части ног чёрные, блестящие. Задние бёдра утолщены и покрыты мелкими шипиками. Брюшко с тремя парами полулунных пятен на 2—4 тергитах. Задний край четвёртого стернита брюшка с вырезкой.

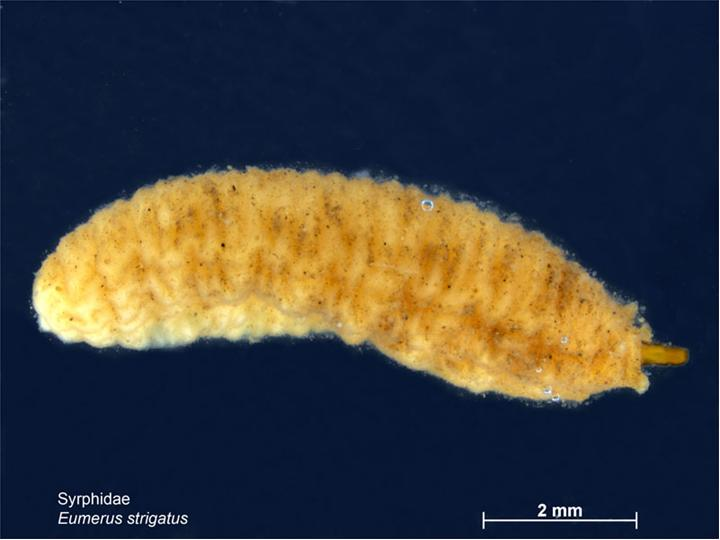
Личинка луковой журчалки

Личинки морщинистые, овальной формы, имеют три возраста. Длина личинки первого возраста от 2—4 мм, второго возраста — 5—7 мм, третьего — от 10 до 12 мм. Спинная сторона выпуклая, брюшная — плоская. Окраска серая или грязновато-жёлтая, зависит от состава пищи. Ротовые органы слабо хитинизированы. Длина дыхательной трубки составляет четверть от длины тела. На её конце имеется три пары дыхалец. По бокам от дыхательной трубки располагается пара коротких, равных ей по длине лопастей. Дыхальцевые щетинки хорошо развиты. Ложноножки отсутствуют.
Пупарий буро-красный, длиной 6—8 мм.
Яйца белые, удлинённо-овальные, на конце заострены. Их размер 0,8 x 0,25 мм.

## Биология
Личинки развиваются в луковицах и корневищах однодольных растений семейств лилейных, амариллисовых, ирисовых, спаржевые и некоторых других. Наносят вред культурным растениям, в том числе: луку, чесноку, нарциссам, тюльпанам, лилиям. Экспериментально показано, что личинки могут проникать в неповреждённые плоды томатов и огурцов. Корнеплодами картофеля, петрушки, репы питаются только если они механически повреждены. Некоторые данные по кормовым растениям требуют проверки, потому что могут быть результатом неверной идентификации. Луковая журчалка может развиваться совместно с тремя другими представителями этого рода: Eumerus tuberculatus, Eumerus amoenus и Eumerus sogdianus.
Совместно с луковой журчалкой развиваются луковые мухи (Delia antiqua). Было показано, что луковая журчалка заселяет либо лук уже́ повреждённый луковой мухой, либо проникает внутрь луковиц, имеющих механические повреждения. Личинки первого и второго поколения луковой журчалки повреждают лук с разной интенсивностью. Во время развития первого поколения луковых журчалок (в июле) преобладали луковые мухи (около 80 % случаев). В августе журчалки второго поколения повреждали лук в 87 % случаях, а луковые мухи — в 13,3 %. Возрастание численности журчалок в конце лета связывают с большей плодовитостью самок второго поколения и с повреждением лука другими вредителями — нематодами и щелкунами.
Личинки повреждают все генерации репчатого лука: лук-севок, лук-репку и лук-семенник. Численность личинок на одну луковицу в этом ряду генераций лука возрастает. На луке-севке обитает от 1 до 9 личинок (в среднем 4,3), в луке-репке — от 2 до 66 (в среднем 44). При высокой численности личинки могут быть найдены не только в луковицах, но и в луковом пере.
Самки откладывают яйца в почву или на луковицу по 5—8 штук. Плодовитость луковой журчалки зависит от питания имаго белковой и углеводной пищей. Развитие в яйце продолжается в течение 10—12 дней. При 100 % влажности воздуха благополучно завершают развитие все яйца, при уменьшении влажности до 40 % и температуре 18 °C смертность яиц составляет 35 % , а при этой же влажности и температуре 25 °C — только 75 %. В течение года в умеренной зоне развивается два поколения. Мухи первого поколения в условиях Подмосковья появляются обычно в третьей декаде июня. Второе поколение мух вылетает в конце августа. Прохождение фенофаз зависит от погодных условий. В Северной Америке в штате Орегон первое поколение вылетает в апреле и мае, второе — с июня по август. Луковые журчалки имеют фотопериодическую реакцию длиннодневного типа. Все личинки, развивающиеся при продолжительности суточного освещения более 18 часов, окукливаются и наблюдается вылет мух, а при продолжительности менее 14 личинки переходят в диапаузу и зимуют. Продолжительность диапаузы может составлять до 6 месяцев. Зимовка происходит в верхнем слое почвы на глубине 5-8 см или в растительных остатках.
Для реактивации личинок из состояния диапаузы необходимо их охлаждение ниже 0 °C. Если в период диапаузы температура выше 10 °C, личинки погибают. Весной перед окукливанием личинки выходят из луковиц. Продолжительность развития пупариев зависит от температуры среды обитания. При температуре 21 °C пупариям для развития необходимо около 16 суток, при 16 °C — около 26 суток. В природных условиях стадия пупария у летнего поколения занимает 7—14 дней, у зимующего поколения — от 18 до 40 дней. Для развития пупариев необходимая сумма эффективных температур составляет 190 °C. Нижний предел развития для зимующих стадий составляет 8,8 °C. На выживаемость пупариев влияет влажность почвы. При высокой влажности процент выживших уменьшается, что связывают с развитием патогенных микроорганизмов. Специфических паразитов и хищников не выявлено.
Мухи встречаются на лугах, пастбищах, в садах, огородах и лиственных лесах. Посещают цветки эшшольции калифорнийской, осота полевого, лапчатки прямостоячей, черемши, вьюнка, молочая, земляники, кульбабы, мака, лютика и одуванчика. Средняя продолжительность жизни мух около 20 дней, максимальная — 36 дней. Спаривание происходит днём в солнечную погоду.

## Меры борьбы
Основным методом борьбы с луковой журчалкой долгое время было использование инсектицидов. В 1940-х годах активно применяли препараты на основе креолина, каломели, диэтилпаранитрофенилтиофосфата или ДДТ. Производились посыпка или полив почвы этими ядохимикатами или замачивание луковиц перед посадкой. Более современной мерой борьбы с луковой журчалкой считается чередование культур. Возвращение культуры лука на поле рекомендуют через 2-3 года. Помогает глубокая осенняя перекопка почвы. Рекомендуют поливать лук раствором поваренной соли (200 г на 10 литров воды). Первый полив делается при высоте пера 5 см, следующие — через 20 дней. Для луковых журчалок привлекательным субстратом является разлагающаяся овсяная каша. Присыпанные комочки каши диаметром 5 см через три недели содержали до 50 личинок. Эту особенность предлагается использовать для мониторинга популяций луковой журчалки.

## Распространение
Встречается в Европе, Сибири, Казахстане, на юге Средней Азии, в Монголии, Китае, Японии, Марокко, Алжире, на Азорских островах. Завезена в Северную Америку, Австралию и Новую Зеландию.